# Ischyromene sapmeri
Ischyromene sapmeri là một loài chân đều trong họ Sphaeromatidae. Loài này được Kensley miêu tả khoa học năm 1976.